# Jean-Marie Pierre Le Bastard de Kerguiffinec
Pour les articles homonymes, voir Le Bastard.
Jean-Marie Pierre Le Bastard de Kerguiffinec né le 20 avril 1771 à Tréguennec et mort le 13 mars 1850 à Quimper, est un homme politique français.

## Biographie
Ancien capitaine de frégate, conseiller de préfecture, il est député du Finistère de 1830 à 1834 et de 1837 à 1839, siégeant avec les légitimistes. Il épousa Eugénie Félicité Françoise Le Déan (1781-1862), sœur d'Aimé Le Déan, qui fut lui aussi député.

## Sources
- « Dictionnaire des parlementaires français de 1789 à 1889 (Adolphe Robert, Edgar Bourloton et Gaston Cougny) », sur gallica BNF (consulté le 4 janvier 2014)